# Harlem (Floryda)
Harlem – jednostka osadnicza w Stanach Zjednoczonych, w stanie Floryda, w hrabstwie Hendry.